# Melastoma roemeri
Melastoma roemeri är en tvåhjärtbladig växtart som beskrevs av Rudolf Mansfeld. Melastoma roemeri ingår i släktet Melastoma och familjen Melastomataceae. Inga underarter finns listade i Catalogue of Life.